# رافائل رو
رافائل رو (متولد ۱۹۶۸) روزنامه‌نگار و مجری بریتانیایی بود که به اشتباه در سال ۱۹۹۰ برای یک پروندهٔ قتل در سال ۱۹۸۸ و یک سری سرقت‌های سریالی محکوم شد. بعد از حدود دوازده سال که از حبس او می‌گذشت، در جولای ۲۰۰۰ به همراه دونفر دیگر به نام‌های مایکل جی. جورج دیویس و رندالف اگبرت جانسون که به همراه او زندانی شده بودند، از زندان آزاد شد. 
وی پس از آزادی در  یک مجموعه مستند تلویزیونی با نام  سخت‌ترین زندان‌های جهان که توسط امپوریوم پروداکشنز مستقر در لندن[۱] تولید شده و در شبکهٔ نتفلیکس موجود است.[۲] همکاری داشت، نرافائل رو  برای تهیه این مستند 7روز همانند یک زندانی درکنار بقیه مجرمین زندانی شده و از نگاه زندانیان  زندگی در ۱۹ زندان در سرتاسر جهان را روایت میکند این روایت   شامل نگاه نگهبانان زندان و سایرین که با سیستم زندان در تعامل هستند نیز می‌شود. فصل ۱ توسط روزنامه‌نگار ایرلندی پل کانولی میزبانی شد و در ابتدا از کانال ۵ (بریتانیا) پخش شد.[۳][۴] از فصل دوم، سریال توسط نتفلیکس سفارش داده شد و مجری آن رافائل رو، روزنامه‌نگار بریتانیایی بود که خود به دلیل جنایتی که در نهایت از آن تبرئه شد، ۱۲ سال از عمر خویش را در زندان سپری کرده بود.[۱][۵][۶][۷] فصل ششم این سریال در ۲۸ سپتامبر ۲۰۲۲ منتشر شد.از اواخر ماه دسامبر2024این مستند از شبکه Gem Ducumentary برای فارسی زبان درحال پخش می باشد.  

## اوایل زندگی
رافائل جورج رو در جنوب شرقی لندن به دنیا آمد و نام پدرش را که در ۲۶ سالگی از جامائیکا مهاجرت کرده بود، برای خود برگزید.. مادر بریتانیایی‌تبار او، رزماری پریور، 17 ساله بود که با رافائل پدر ازدواج کرد. آنها قبل از تولد رافائل پسر در سال ۱۹۶۸ سه فرزند دختر داشتند. چند‌ملیتی بودن در جنوب شرقی لندن در آن زمان امری مرسوم بود؛ چرا که در آنجا اقوام گوناگون در کنار هم زندگی می‌کردند و به صورت کلی اقشاری کم‌درآمد و متعلق به طبقهٔ کارگر بودند.

## اتهامات
در ساعات اولیهٔ ۱۶ دسامبر ۱۹۸۸ سه مرد نقابدار، یکی با چاقو و دیگری با اسلحه، پیتر هربرگ و آلن الی را که داخل یک ماشین پارک‌شده در مزرعه‌ای حین رابطهٔ جنسی مورد ضرب و شتم قرار دادند و آنها را بستند. در جریان این حمله، هوربرگ بر اثر حمله قلبی درگذشت.  صبح آن روز، سه مرد مرتکب دو سرقت از خانه شدند و تیموتی ناپیر 40 ساله را که یکی از سرنشینان ماشین بود، با چاقو زخمی کردند.   رافائل رو و و دیویس در صبح روز ۱۹ دسامبر و جانسون در  ژانویه ۱۹۸۹ دستگیر شدند. آنها سه روز تحت بازجویی قرار گرفتند. قربانیان اظهار داشتند که ضاربین دونفر سفیدپوست و یک سیاه پوست بودند. اما افرادی که پلیس دستگیر کرد، هر سه سیاه‌پوست بودند. قربانیان همچنین یکی از مهاجمان را با چشمان آبی و موهای روشن توصیف کرده بودند که این ویژگی‌ها با هیچ یک از سه متهم مطابقت نداشت.  کیت ویلیامسون، دوست‌دختر رافائل در زمان حمله، در دادگاه علیه او شهادت داد. او بعدا نامه‌ای برای او در زندان فرستاد و در آن به دروغگویی خود اعتراف کرد و از او عذر خواست   در مارس ۱۹۹۰ این سه نفر به اتهام قتل و دزدی به حبس ابد بدون آزادی مشروط محکوم شدند.  

## زندگی شخصی
رو قبل از زندانی شدن با زنی ملاقات عاطفی داشت. او گفته است که دو ماه پس از آزادی‌اش آنها دوباره با هم تماس گرفتند و اولین فرزند خود را در تابستان ۲۰۰۴ به دنیا آوردند. 
او همچنین در سال ۲۰۰۰ اظهار داشت که از رابطهٔ قبلی خود یک پسر دارد. رو گفته است که پسرش به دلیل اتهامات وارده تمایلی به دیدن او نداشت. 